# Zvi Hendel

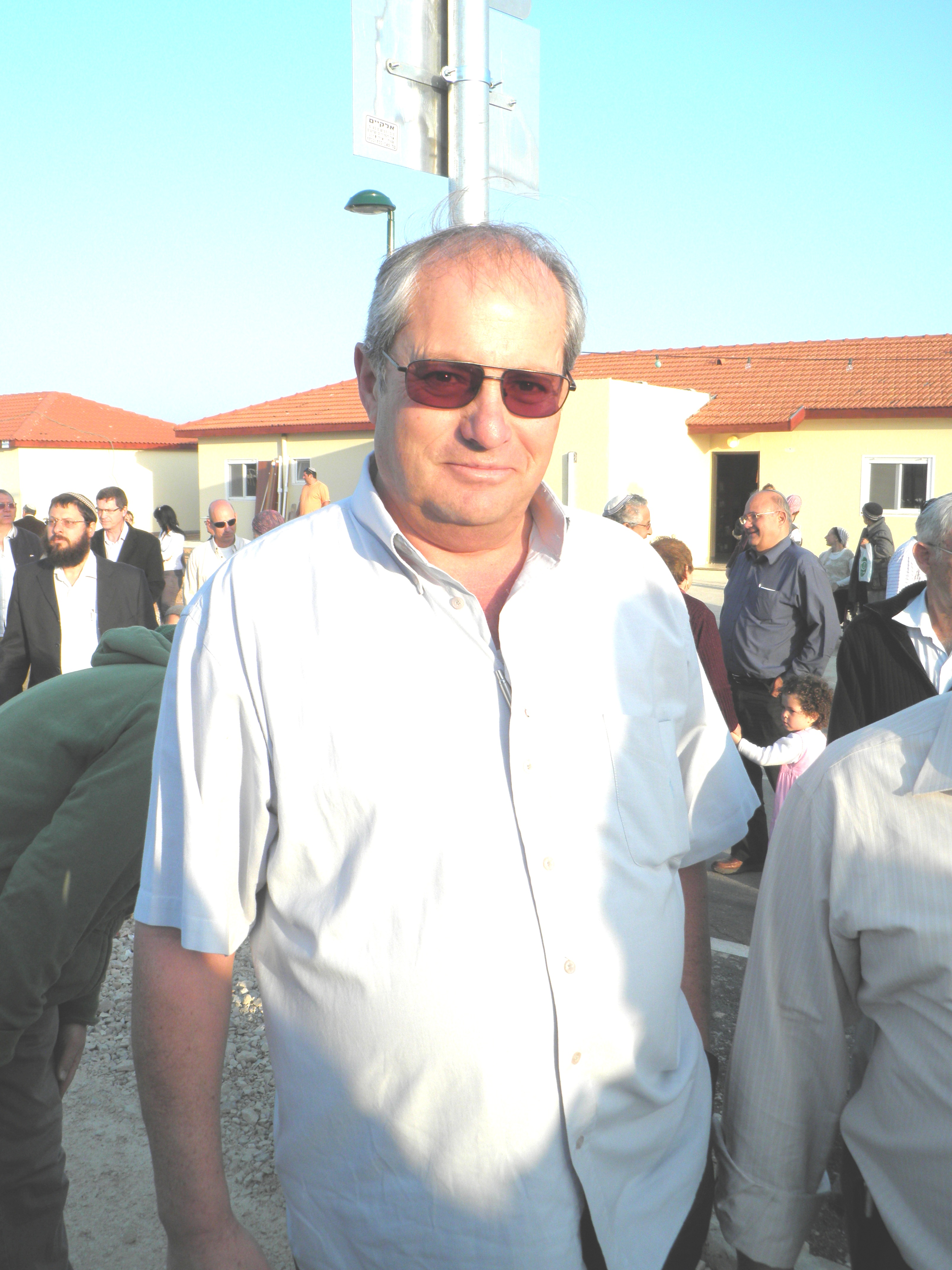
Zvi Hendel, 2011

Zvi Hendel (hebräisch צבי הנדל; * 16. Oktober 1949 in Transsilvanien, Rumänien) ist ein israelischer Politiker und Abgeordneter der Knesset für die Tkuma der Nationalen Union im Jahre 1996 und 2009.

## Lebenslauf

### Frühe Jahre
Hendel kam im Alter von zehn Jahren nach Israel. Später war er bei den Israelischen Streitkräften als Ausbilder im Gadna tätig. Im Jom-Kippur-Krieg wurde er als Reservist eingezogen und diente bei der Sajeret, der israelischen Spezialeinheit. 1977 siedelte er nach Ganei Tal, einer Siedlung im ehemaligen israelischen Siedlungsblock Gusch Katif im Gazastreifen um.

### Politische Karriere
In den frühen 90er Jahren wurde er zum Vorstand des Regionalrats Hof Aza gewählt und 1996 zum ersten Mal als Abgeordneter der Nationalreligiösen Partei in die Knesset gewählt. Zum Ende seiner Amtszeit verließ er zusammen mit Chanan Porat die Partei und gründete die "Emunim" Fraktion, die später in Tkuma (hebr. Wiedererwachen) umbenannt wurde.
In den Wahlen von 2003 gewann die Partei sieben Sitze und wurde Teil von Ariel Scharons Koalition. Vor Israels Rückzug aus dem Gazastreifen kam es zu Spannungen innerhalb der Koalition, da Tkuma das Vorhaben Scharons, alle Siedlungen im während des Sechstagekrieges eroberten Gazastreifen aufzugeben, scharf kritisierte. Außerdem wohnte Hendel selbst in einer Siedlung im Gazastreifen und wäre somit durch einen Rückzug zur Aufgabe seines eigenen Hauses gezwungen worden. Als der Plan in die Realität umgesetzt wurde und sich die Israelische Armee im Sommer 2005 militärisch aus dem Gazastreifen zurückzog, kam es zum endgültigen Bruch und Hendels Partei verließ die Regierung. Auch er und seine Familie mussten daraufhin sein Haus räumen, die Verarbeitung seiner Erlebnisse während und nach der Aufgabe seiner Heimat wurde in der Dokumentation "Katif" und "Katif Achron" festgehalten.

### Privatleben
Hendel ist verheiratet und Vater von vier Kindern. Heute lebt er in Yad Binyamin.